# 三原赤十字病院
三原赤十字病院（みはらせきじゅうじびょういん）は、広島県三原市にある医療機関。日本赤十字社広島県支部が運営する病院である。広島県災害拠点病院の指定を受ける。

## 沿革
- 1949年（昭和24年）6月1日 - 三原市立三原中央病院として開院。
- 1952年（昭和27年）4月 - 日本赤十字社へ移管し、三原赤十字病院へ改称。
- 1953年（昭和28年）5月 - 結核病棟増築 20床増床（結核36床）
- 1953年（昭和28年）12月 - 看護婦宿舎を改築。
- 1955年（昭和30年）6月 - 年賀ハガキ寄附金記念病棟を建設。
- 1956年（昭和31年）10月 - 眼科を開設。
- 1957年（昭和32年）10月 - 整形外科を開設。
- 1958年（昭和33年）12月 - 基準看護二類認可・基準給食認可
- 1960年（昭和35年）3月 - 耳鼻咽喉科を廃止。
- 1961年（昭和36年）6月 - 結核13床増床（結核49床）
- 1964年（昭和39年）4月 - 眼科を休止。
- 1965年（昭和40年）12月 - 看護婦宿舎を増築。
- 1966年（昭和41年）1月 - 歯科を廃止。
- 1974年（昭和49年）4月 - 本館を新築。
- 1984年（昭和59年）1月 - 耳鼻咽喉科を開設。
- 1984年（昭和59年）4月 - 人間ドックを開設。
- 1987年（昭和62年）12月 - 眼科の再開 泌尿器科を開設 総合病院の名称認可。
- 1988年（昭和63年）2月 - 総合病院 三原赤十字病院と改称。
- 1989年（平成元年）3月 - 救急病院として認定。
- 1992年（平成4年）10月 - 循環器科を再開。
- 1993年（平成5年）11月 - 結核病棟49床（休床28床、実働21床）を廃止。
- 1997年（平成9年）2月 - 麻酔科を開設。
- 1999年（平成11年）4月 - 呼吸器科を開設。
- 1999年（平成11年）10月 - 三原赤十字病院居宅介護支援事業所を設置。
- 2001年（平成13年）9月 - 体外衝撃波結石破砕装置を導入。
- 2003年（平成15年）9月 - 病院機能評価認定取得（一般病院・認定第JC41号）
- 2003年（平成15年）10月 - 臨床研修病院の指定。
- 2004年（平成16年）6月 - 脳神経外科を開設。
- 2006年（平成18年）4月 - 三原赤十字訪問看護ステーションを開設。
- 2007年（平成19年）4月 - リウマチ科を開設。
- 2008年（平成20年）11月 - 病院機能評価認定を取得。（審査体制区分3『ver5.0』認定第JC41－2号）
- 2009年（平成21年）3月 - 三原赤十字病院居宅介護支援事業所廃止 入院診療棟完成
- 2010年（平成22年）2月 - 病床数変更 228床（うち亜急性期病床減床 20床）
- 2022年（令和4年）3月31日 - 閉院される三菱三原病院（三菱重工業が運営）と統合[1]。

## 診療科
- 内科
- 循環器内科
- 小児科
- 外科
- 整形外科
- 泌尿器科
- 産婦人科
- 眼科
- 耳鼻咽喉科
- 放射線科
- 皮膚科
- 麻酔科
- 脳神経外科

診療協働部門
- 看護部
- 放射線科
- 薬剤部
- リハビリテーション課
- 訪問看護ステーション
- 医事課

## 医療機関の指定等
- 結核予防法指定医療機関
- 身体障害者福祉法による更生指定医療機関
- 保険医療機関
- 児童福祉法に基づく養育医療指定医療機関
- 優生保護法による指定医療機関
- 母子健康法による指定医療機関
- 原子力爆弾被害者一般疾病医療取扱医療機関（指定番号1654号）
- 生活保護法による指定医療機関
- 労災保険指定医療機関
- 労災保険二次健診等給付指定医療機関（指定番号3440087号）
- 小児特定疾患及び特定疾患指定医療機関
- 公害健康被害の補償等に関する法律等による指定医療機関
- 二次救急指定病院
- 戦傷病者特別援護法による指定医療機関
- 指定自立支援医療機関（育成医療、更生医療、精神通院医療）
- 被爆者医療指定医療機関
- 毒ガス障害者に対する救済措置要綱に基づく医療の実施医療機関
- 広島県エイズ受療協力医療機関
- 災害拠点病院（地域災害医療センター）
- 臨床研修指定病院（管理型）
- 広島県肝疾患診療支援ネットワーク専門医療機関
- 肝炎インターフェロン治療指定医療機関（指定番号10021号）
- 消防署救急救命士病院実習受入施設

## 交通アクセス
- JR山陽新幹線・山陽本線・呉線 三原駅より徒歩約10分[2]
- トモテツバス[3]「日赤前」バス停下車、北東へ約100メートル
  - 福地線（日赤前経由）：三原駅前 - 日赤前 - 糸崎駅前・福地方面
- 芸陽バス[4]「日赤入口」バス停下車、北へ約300メートル
  - 三原-竹原線：三原営業所 - 日赤入口 - 三原駅・須波フェリー前・忠海駅前方面
  - 田野浦線：三原営業所 - 日赤入口 - 三原駅・田野浦小学校前・青葉台方面
  - 小泉循環線：三原営業所 - 日赤入口 - 三原駅・田野浦小学校前・小泉方面
  - 三原-本郷循環線：三原営業所 - 日赤入口 - 三原駅・本郷・あやめヶ丘方面
  - 徳良-泉-三原線：三原営業所 - 日赤入口 - 三原駅・泉・徳良方面
- 送迎バスが糸崎駅方面から月-金の毎日運行されている